# Ceresium leucosticticum
Ceresium leucosticticum es una especie de escarabajo longicornio del género Ceresium, tribu Callidiopini, subfamilia Cerambycinae. Fue descrita científicamente por White en 1855.

## Descripción
Mide 7,8-13 milímetros de longitud.

## Distribución
Se distribuye por China, Indonesia, India, Laos, Birmania, Nepal, Tailandia y Vietnam.